# Arte de repoblación

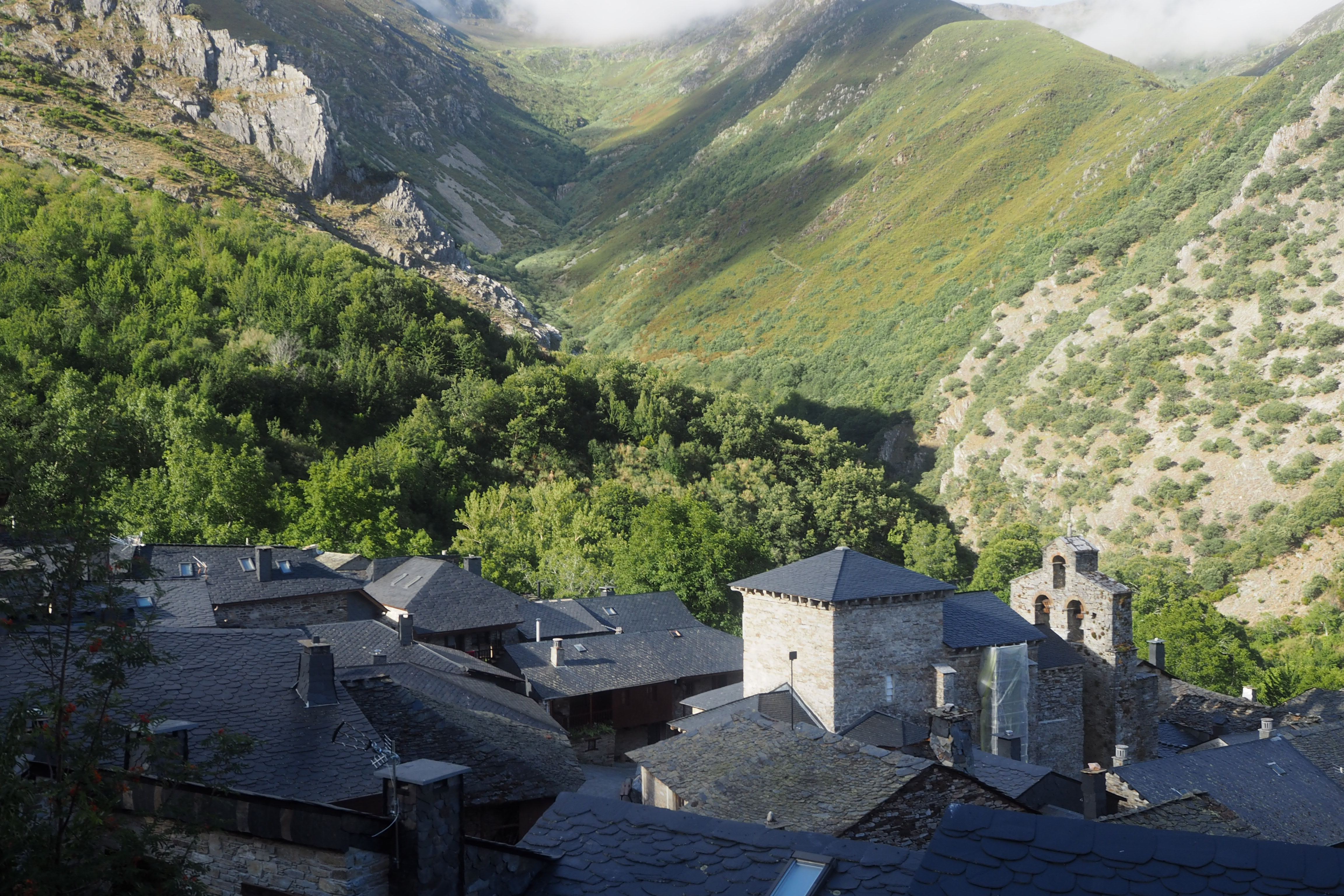
Iglesia de Santiago de Peñalba, templo mozárabe en el valle del Silencio (El Bierzo, León).

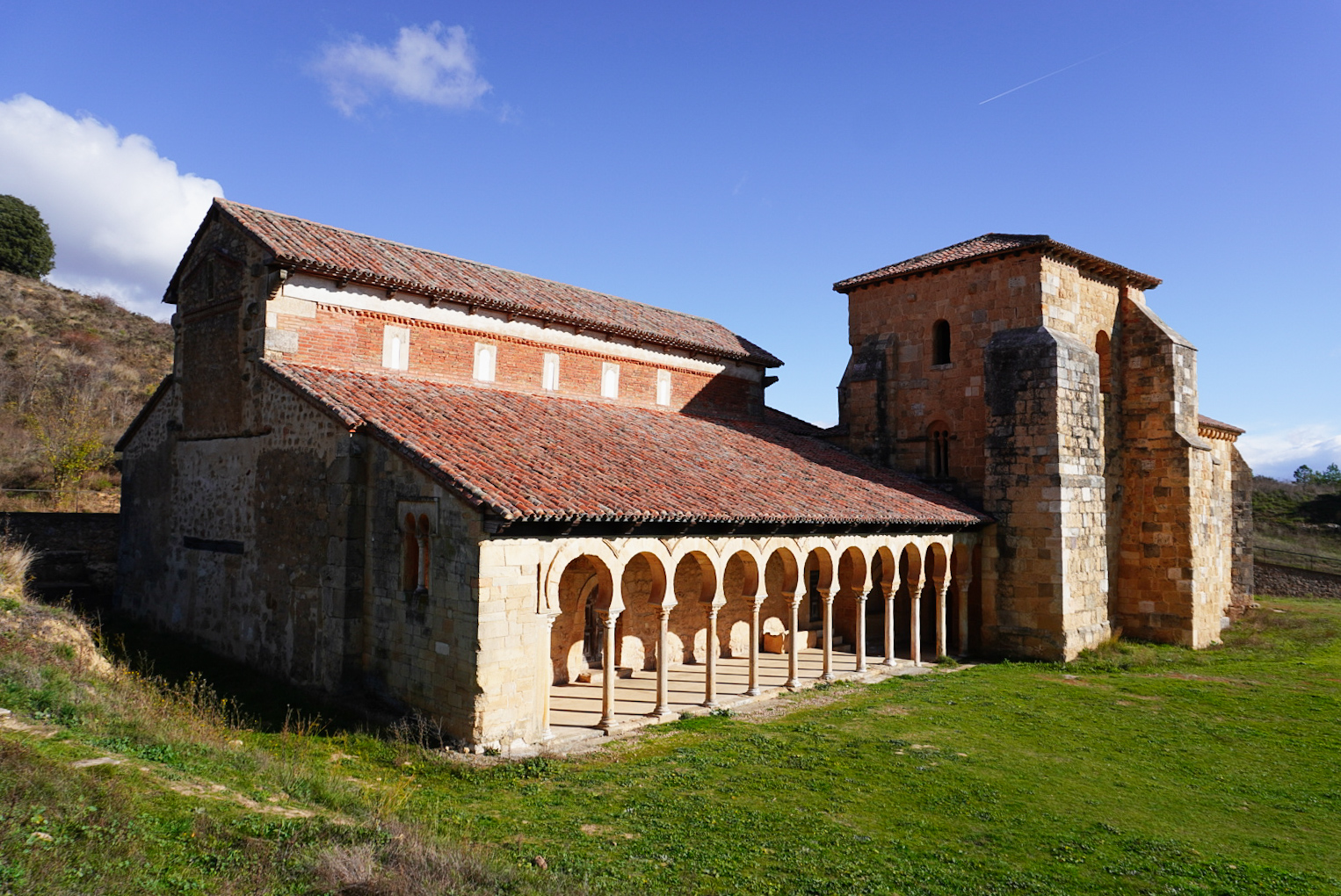
Monasterio de San Miguel de Escalada (León), fundado en el año 913 y obra de monjes cordobeses

El arte de repoblación es un término que se utiliza para englobar los templos prerrománicos construidos en los reinos cristianos del norte de España entre finales del siglo IX y principios del XI, durante el proceso de consolidación territorial tras la ocupación musulmana.Este periodo se caracteriza por una arquitectura religiosa diversa que refleja la convivencia y fusión de influencias entre la tradición visigoda del arte asturiano del norte con el arte andalusí. Dentro de este contexto, se pueden distinguir grupos específicos como el arte mozárabe leonés, el grupo conformado por las iglesias de Serrablo y las iglesias de repoblación con fusión de influencias, que muestran una rica variedad estilística y funcional adaptada a las particularidades de su contexto histórico y geográfico. 
En la arquitectura peninsular septentrional del siglo X se aprecian influencias musulmanas, inevitables por otra parte cuando se estaba en situación de vecindad con el califato de Córdoba, pero el término repoblación pretende hacer hincapié en que aquellas realizaciones monumentales no siempre se debieron a los grupos de emigrados mozárabes que se instalaron en las zonas de repoblación cuando las condiciones de vida en Al-Ándalus se volvieron insoportables. 
El término repoblación comprende una parte de las construcciones tenidas por mozárabes y así llamadas y catalogadas por los seguidores de la línea marcada por Manuel Gómez-Moreno. Esta teoría tampoco se encuentra exenta de controversia académica, ya que el término arte mozárabe para la designación de este período sigue siendo el más extendido popularmente y el que otros autores apuestan por mantener.

## Características
Así pues, el arte de repoblación, más comúnmente denominado arte mozárabe, se identifica con la tercera etapa del periodo prerrománico hispano, tras las fases que corresponden al arte visigodo y al arte asturiano. Su arquitectura es un compendio de elementos de diversa extracción irregularmente distribuidos, de forma que en ocasiones predominan los de origen paleocristiano, visigodo o asturiano, mientras que otras veces resalta la impronta musulmana.
En todo caso existen unas señas de identidad caracterizadoras de este estilo arquitectónico eclesial que podrían resumirse en:
- Planta basilical o centralizada; a veces con ábsides contrapuestos.
- Capilla principal de planta rectangular al exterior y ultrasemicircular al interior.
- Utilización del arco de herradura de evocación musulmana, algo más cerrado y peraltado que el visigodo.
- Empleo generalizado del alfiz.
- Uso de las ventanas geminadas y triples de tradición asturiana.
- Cubrición mediante bóvedas esquifadas, gallonadas y vaídas, además de las tradicionales de cañón.
- Columnas agrupadas formando pilares compuestos, con capitel corintio y collarino unido a él.
- Muros reforzados por contrafuertes exteriores.
- Evolución de los canecillos hacia grandes modillones lobulados que soportan aleros muy pronunciados.
- Decoración similar a la visigoda basada en roleos, esvásticas y temas vegetales y animales formando franjas impostadas.

## Ejemplos destacados
A continuación, se clasifica una selección de templos representativos del arte de repoblación en diferentes grupos según sus características:

### Mozárabe leonés

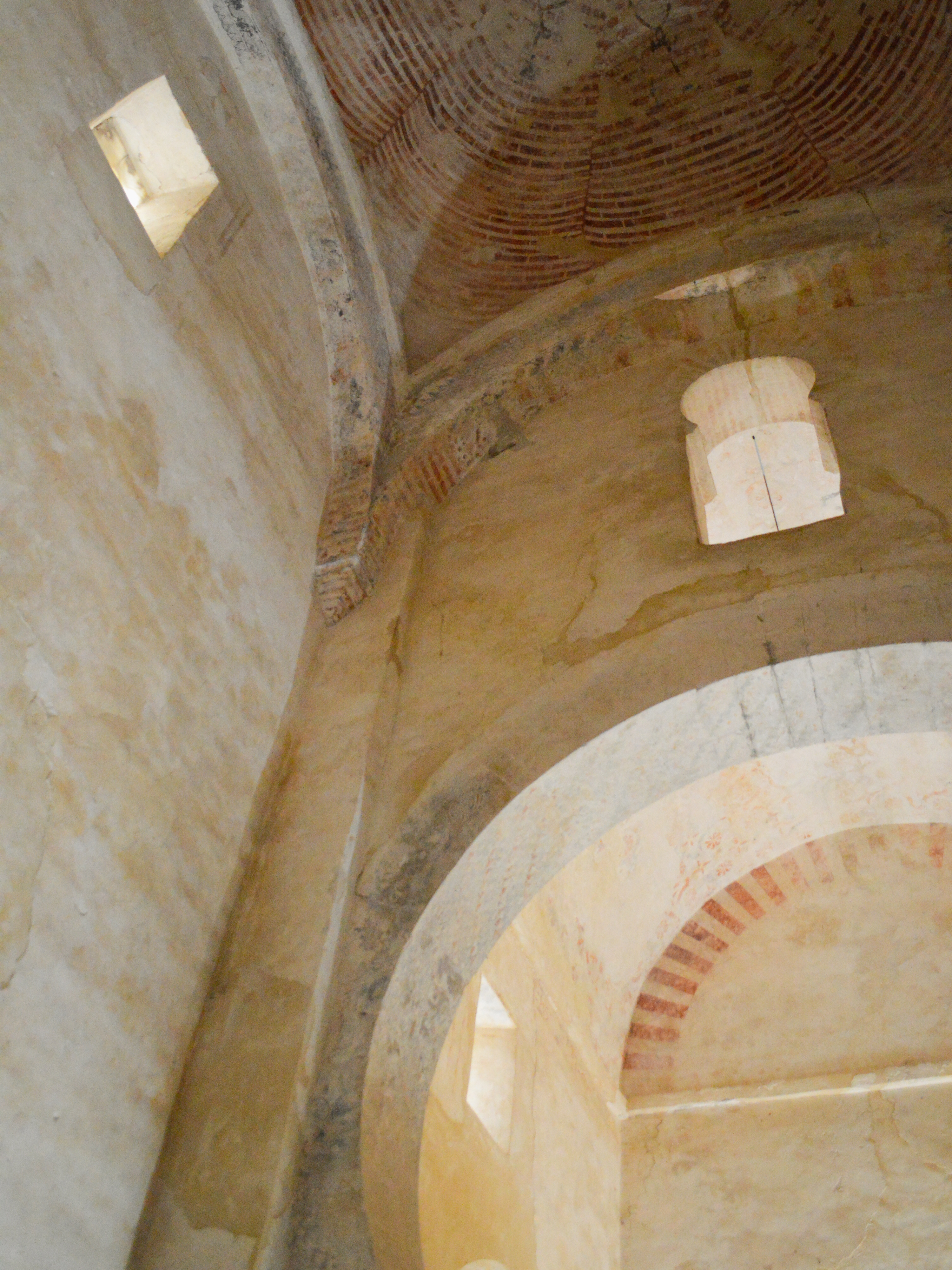
Pinturas murales de estilo califal en el interior de Santiago de Peñalba

El mozárabe leonés es el conjunto del arte de repoblación caracterizado por ser el más refinado de este periodo, reflejando aportaciones culturales y estilísticas del Califato de Córdoba. Estas influencias se manifiestan en los arcos de herradura perfectamente ejecutados, las elaboradas articulaciones espaciales, y en algunos casos, como en la iglesia de Santiago de Peñalba (León), en la presencia de pinturas murales que evidencian la relación estética con el arte andalusí.
- Iglesia de Santiago de Peñalba (León)
- Monasterio de San Miguel de Escalada (León)
- Iglesia de San Cipriano de San Cebrián de Mazote (Valladolid)
- Iglesia de San Salvador de Palat del Rey (León)
- Ermita de Santo Tomás de las Ollas (León)
- Capilla de San Miguel de Celanova (Orense)
- Iglesia de Santa María de Lebeña (Cantabria)
- Ermita de San Román de Moroso (Cantabria)
- Monasterio de San Millán de Suso (La Rioja)
- Iglesia de Santa María de Wamba (Valladolid)

### Iglesias de Serrablo

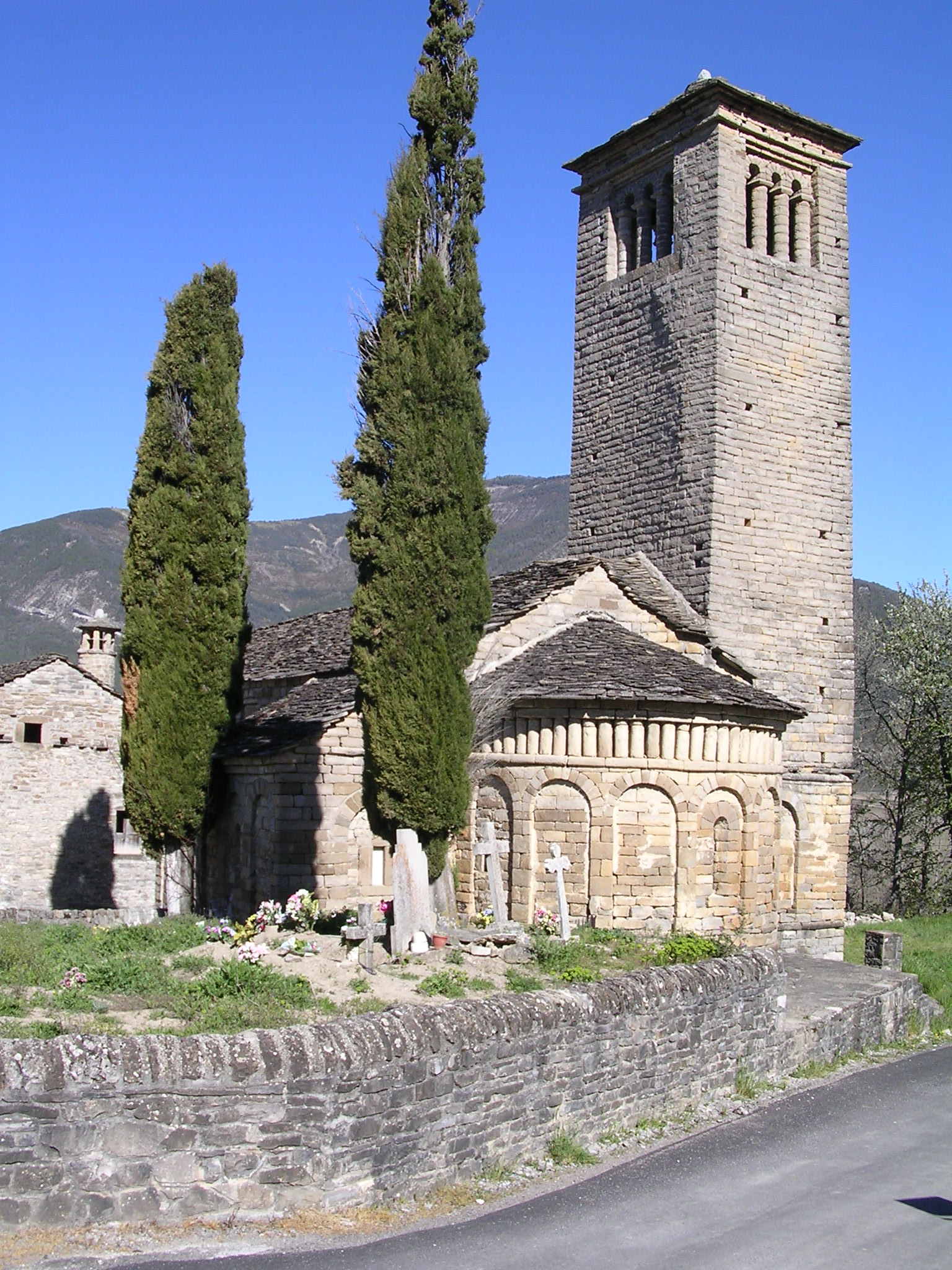
La iglesia de San Pedro de Lárrede está considerada el prototipo del grupo arquitectónico serrablés

Las iglesias de Serrablo, situadas en el Alto Aragón y datadas entre los siglos X y XI, reúne un grupo de iglesias de características homogéneas y difícil clasificación, ya que combinan elementos prerrománicos, mozárabes, lombardos y características que anticipan el románico, por lo que también se le denomina protorrománico o primer románico aragonés. Estas construcciones suelen presentar plantas de nave única o con divisiones simples, arcos de herradura de influencia mozárabe, torres campanario adosadas y un incipiente uso de bóvedas de medio cañón.
- Iglesia de San Pedro de Lárrede (Huesca)
- Iglesia de San Juan de Busa (Huesca)
- Iglesia de San Bartolomé de Gavín (Huesca)
- Iglesia de San Martín de Oliván (Huesca)
- Iglesia de San Andrés de Satué (Huesca)
- Ermita de San Juan Bautista de Rasal (Huesca)

### Iglesias de repoblación de difícil clasificación o transicionales

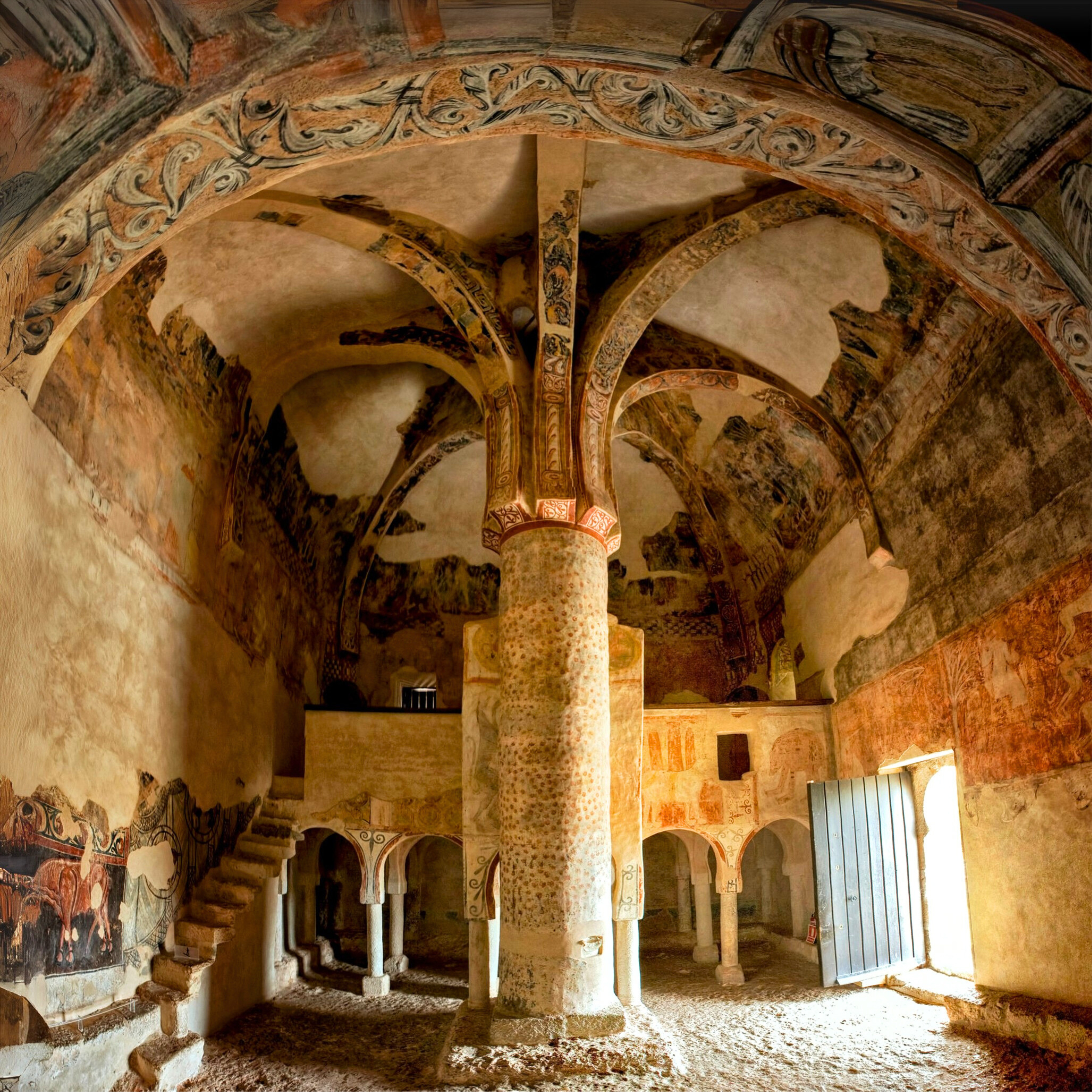
Interior de San Baudelio de Berlanga (Soria)

Estas iglesias presentan características híbridas, combinando aportaciones mozárabes en templos de origen visigodo y, en muchos casos, con ampliaciones posteriores durante el periodo románico. Un ejemplo destacado es la ermita de San Baudelio de Berlanga en Soria, la más enigmática de este grupo, notable por su estructura singular con una columna central que sostiene una bóveda en forma de palmera y sus pinturas murales.
- Ermita de San Baudelio de Berlanga (Soria)
- Monasterio de San Juan de la Peña (Huesca)
- Iglesia del Monasterio de Leyre (Navarra)
- Iglesia de San Quirico de Pedret (Barcelona)
- Iglesia de San Cristóbal de Cabrils (Barcelona)
- Ermita de San Julián de Boada (Gerona)
- Iglesia de Santa María de Matadars (Barcelona)
- Ermita de Santa Céntola y Elena (Burgos)
- Iglesia de San Vicente del Valle (Burgos)